# AMPV (装輪装甲車)
AMPV (Armoured Multi-Purpose Vehicle) は、2000年代後半にドイツ連邦共和国のラインメタル・マン・ミリタリー・ヴィークルズ（RMMV）とクラウス＝マッファイ・ヴェクマン（KMW）の合弁事業として開発された装輪装甲車（歩兵機動車）である。
設計段階でドイツ連邦軍のアフガニスタン国際治安支援部隊（ISAF）での経験等を考慮されており、AMPVは同クラスの車両の中でも最も高いレベルの防御力を持つと考えられている。

## 概要
AMPVはドイツ連邦軍の装甲装輪指揮車両調達プログラム（GFF）の要求仕様に基づいて2007年に開発が開始され、2009年に試作車が完成し、2011年にドイツ連邦軍による評価試験が実施された。
AMPVは様々な顧客の要求を満たすため、共通するプラットフォームで複数の車格を持つ軍用車両ファミリーとして考案され、車両重量5.3トンのタイプ1Aおよびタイプ1B、車両重量9.2トンのタイプ2Aおよびタイプ2Bの車両が計画された。その後の要求仕様の変化により、タイプ2の車両のみが実際に製造され、車両重量は10.1トンに増加した。
AMPVの試作車は2010年にチリで高地テストを受け、標高4,800m級のルートを総計2,800km走行した 。2015年までに、様々な地形で総計30,000kmの走行テストを受けている。
2015年に特殊部隊向けのAMPVが発表され、ポーランド軍特殊部隊での評価が行われた。この試作車両には、ポーランドのタルヌフ機械工場で開発されたZSUM-127コブスRWSが装備されていた。